# Nqobizitha Masuku
Nqobizitha Masuku (ur. 7 czerwca 1993 w Bulawayo) – Zimbabwejski piłkarz grający na pozycji defensywnego pomocnika. Od 2022 jest zawodnikiem klubu Jwaneng Galaxy FC.

## Kariera klubowa
Swoją karierę piłkarską Masuku rozpoczął w klubie Bantu Rovers FC. W sezonie 2013 zadebiutował w jego barwach w drugiej lidze zimbabwejskiej. W 2015 roku grał w Highlanders FC, a w latach 2016-2017 był piłkarzem FC Platinum. W sezonie 2016 wywalczył z nim wicemistrzostwo, a w sezonie 2017 - mistrzostwo Zimbabwe. W 2018 roku grał w zambijskim Buildcon FC. W latach 2019–2022 ponownie występował w Highlanders FC. W 2019 roku zdobył z nim Puchar Zimbabwe. W 2022 roku został zawodnikiem botswańskiego klubu Jwaneng Galaxy FC. W sezonie 2022/2023 został z nim mistrzem kraju.

## Kariera reprezentacyjna
W reprezentacji Zimbabwe Masuku zadebiutował 30 września 2014 w przegranym 0:1 towarzyskim meczu z Botswaną, rozegranym w Gaborone. Od 2014 do 2019 wystąpił w kadrze narodowej 8 razy i strzelił 1 gola.